# Lights Off
Lights Off — песня в исполнении чешско-норвежской электропоп-группы «We Are Domi», с которой представляла Чехию на конкурсе «Евровидение-2022».

## Евровидение
Национальный отбор «Eurovision Song CZ 2022» был организован чешской телекомпанией Česká Televize с целью выбора заявки на конкурс песни «Евровидение-2022». В конкурсе приняли участие семь участников, и он проходил с 7 по 15 декабря 2021 года. Победитель был определён комбинацией голосов международного жюри из двенадцати человек (50 %), международного общественного голосования (25 %) и чешского общественного голосования (25 %). Международное и чешское общественное голосование проводилось через официальное приложение конкурса песни Евровидение. Lights Off занял первое место как в жюри, так и в международном телеголосовании, но он занял только четвёртое место в чешском телеголосовании, в итоге выиграл отбор с 21 очком.
На конкурсе заняли 22-е место, набрав 38 очков.